# روبن تانوچی
روبن تانوچی (انگلیسی: Rubén Tanucci؛ زادهٔ ۲۵ مارس ۱۹۶۴) بازیکن فوتبال اهل آرژانتین است.
از باشگاه‌هایی که در آن بازی کرده‌است می‌توان به باشگاه اتلتیکو ایندپندینته اشاره کرد.